# 特拉華鎮區 (新澤西州亨特登縣)
特拉華鎮區（英語：Delaware Township）是位於美國新澤西州亨特登縣的一個鎮區。

## 地方資料
特拉華鎮區的面積為95.95平方千米，當中陸地面積為94.94平方千米，而水域面積為1.01平方千米。根據2020年美國人口普查的數據，當地共有人口4560人，而人口密度為每平方千米47.52人。